# Aqumadre
Fanny Ethel Buelmo (Montevideo, 27 de Agosto de 1959), más conocida como Aqumadre, es una youtuber, streamer, tiktoker y creadora de contenido uruguaya.
Ella posee un canal de YouTube: Aqumadre, que cuenta con más de 120 mil suscripciones y 9 millones de visualizaciones, principalmente se destaca por sus directos jugando el popular videojuego Minecraft, sumando más de 340.000 nietos virtuales en todas sus plataformas. 
Proviene de una familia de seis hermanas mujeres, cuando era niña, vivió dos años en una chacra en el campo, debido a que su padre trabajaba como medianero. En aquel campo había frutales, caballos, cerdos y una sola vaca, Florinda.
Una vez que se jubiló, decidió que quería una nueva actividad, e impulsada por sus hijos Aqu y Asdart, probó Minecraft, juego que la enamoraría y acompañaría hasta la actualidad.
En el año 2021 se le entregó el premio a mejor creadora de contenido de Minecraft del país en los Twitch Uruguay Awards organizados por GameOverUY.
1. ↑  Mussini, Abril (10 de junio de 2022). «Aqumadre: abuela streamer uruguaya juega al Minecraft y crea una comunidad de nietos en Twitch». El Observador (Montevideo). Consultado el 20 de agosto de 2025.
2. ↑  «Twitch Uruguay Awards».